# Hemigrammocapoeta
Hemigrammocapoeta és un gènere de peixos de la família dels ciprínids i de l'ordre dels cipriniformes.

## Taxonomia
- Hemigrammocapoeta culiciphaga (Pellegrin, 1927)
- Hemigrammocapoeta elegans (Günther, 1868)
- Hemigrammocapoeta kemali (Hankó, 1924)
- Hemigrammocapoeta nana (Heckel, 1843)[2][3][4][5][6][7][8]